# Festival narečnih popevk 2007
38. festival narečnih popevk je potekal v nedeljo, 2. septembra 2007, v Slovenskem narodnem gledališču v Mariboru. Vodila ga je Mojca Mavec. V tekmovalnem delu je nastopilo 14 izvajalcev (na razpis je prispelo 48 prijav), ki jih je spremljal Big band RTV Slovenija pod dirigentsko taktirko Lojzeta Krajnčana:
| #   | Izvajalec               | Naslov pesmi            | Avtor glasbe          | Avtor besedila                    | Avtor aranžmaja    | Št. tel. glasov | Uvrstitev |
| --- | ----------------------- | ----------------------- | --------------------- | --------------------------------- | ------------------ | --------------- | --------- |
| 1.  | Ansambel Veritas        | Povabilo                | Boris Rošker          | Metka Ravnjak-Jauk, Franc Ankerst | Lojze Krajnčan     | 705             | 6.        |
| 2.  | Marko Mulec             | Igraj, devojčica        | Edvin Fliser          | Metka Ravnjak-Jauk                | Tomaž Grintal      | 1154            | 4.        |
| 3.  | Halgato band            | Spomijni                | Milan Ostojić         | Milan Ostojić                     | Grega Forjanič     | 870             | 5.        |
| 4.  | Ansambel Ekart          | Pleh muzika             | Jože Ekart            | Jože Ekart                        | Slavko Avsenik ml. | 202             | 10.       |
| 5.  | Regina                  | Tvoje očij              | Dezider Cener         | Feri Lainšček                     | Patrik Greblo      | 514             | 8.        |
| 6.  | Danijel Malalan         | Sinek muj               | Aleksander Bevilacqua | Tullio Možina                     | Lojze Krajnčan     | 61              | 14.       |
| 7.  | Ansambel Štrk           | Prleški klopotec        | Emil Glavnik          | Marko Kočar                       | Lojze Krajnčan     | 579             | 7.        |
| 8.  | Ansambel Bum            | Na vasi                 | Rajko Djordjevič      | Rajko Djordjevič                  | Patrik Greblo      | 1200            | 3.        |
| 9.  | Ansambel Malibu         | Sin muj se nječe žjenet | Jani Lipičnik         | Matjaž Vrh, Marjan Uljan          | Patrik Greblo      | 2493            | 1.        |
| 10. | Vlado Poredoš s pajdaši | Ge sou tisti čas        | Vlado Poredoš         | Vlado Poredoš                     | Primož Grašič      | 172             | 12.       |
| 11. | Ansambel Dinamika       | Kujski hlapec           | Ivo Mojzer            | Miroslav Slana                    | Grega Forjanič     | 317             | 9.        |
| 12. | Uri Banda               | Se de šče kak je bilou  | Jože Kovač Uri        | Feri Lainšček                     | Grega Forjanič     | 124             | 13.       |
| 13. | Ansambel Zapeljivke     | Naš atej                | Rajko Stropnik        | Rajko Stropnik                    | Dečo Žgur          | 200             | 11.       |
| 14. | Brežiški flosarji       | Tu je tu                | Boris Rošker          | Fanika Požek                      | Patrik Greblo      | 1326            | 2.        |

Med preštevanjem glasov sta nastopili vokalna skupina Srake in Akademska folklorna skupina Študent iz Maribora.

### Nagrade
Najboljša skladba po izboru gledalcev in poslušalcev (televoting)
- Sin muj se nječe žjenet (Jani Lipičnik/Matjaž Vrh, Marjan Uljan/Patrik Greblo) – Malibu

| Mesto              | 1.                             | 2.                         | 3.          |
| ------------------ | ------------------------------ | -------------------------- | ----------- |
| Izvajalec in pesem | Malibu Sin muj se nječe žjenet | Brežiški flosarji Tu je tu | Bum Na vasi |

Najboljša skladba po izboru strokovne žirije
- Tvoje očij (Dezider Cener/Feri Lainšček/Patrik Greblo) – Regina

Nagrade za najboljša narečna besedila
- 1. nagrada: Feri Lainšček za Tvoje očij (Regina)
- 2. nagrada: Tullio Možina za Sinek muj (Danijel Malalan)
- 3. nagrada: Rajko Stropnik za Naš atej (Zapeljivke)